# سيراكوز (إنديانا)
سيراكوز (بالإنجليزية: Syracuse town, Indiana)‏ هي بلدة تقع بولاية إنديانا في الولايات المتحدة. تبلغ مساحتها 6.06 كم2، وترتفع عن سطح البحر 267 م، بلغ عدد سكانها 2,810 نسمة في عام 2010 حسب إحصاء مكتب تعداد الولايات المتحدة وتصل الكثافة السكانية فيها 463.7 نسمة لكل كيلومتر مربع (1,201.0/ميل2).

## التركيبة السكانية
حدّد مكتب تعداد الولايات المتحدة بيانات التركيبة السكانية لسيراكوز في تعداد الولايات المتحدة. في ما يلي، التركيبة السكانية حسب تعدادي 2000 و2010.

### تعداد عام 2000
بلغ عدد سكان سيراكوز 3,038 نسمة بحسب تعداد عام 2000، وبلغ عدد الأسر 1,236 أسرة وعدد العائلات 780 عائلة مقيمة في البلدة. في حين سجلت الكثافة السكانية 501.3 نسمة لكل كيلومتر مربع (1,298.4/ميل2). وبلغ عدد الوحدات السكنية 1,380 وحدة بمتوسط كثافة قدره 227.7 لكل كيلومتر مربع (589.7/ميل2).
وتوزع التركيب العرقي للبلدة بنسبة 93.75% من البيض و0.86% من الأمريكيين الأفارقة و0.36% من الأمريكيين الأصليين و0.56% من الأمريكيين ذوي الأصول الآسيوية و0.03% من سكان جزر المحيط الهادئ و2.67% من الأعراق الأخرى و1.78% من عرقين مختلطين أو أكثر و4.64% من الهسبانيون أو اللاتينيون من أي عرق.
بلغ عدد الأسر 1,236 أسرة كانت نسبة 33.7% منها لديها أطفال تحت سن الثامنة عشر تعيش معهم، وبلغت نسبة الأزواج القاطنين مع بعضهم البعض 46.1% من أصل المجموع الكلي للأسر، ونسبة 11.6% من الأسر كان لديها معيلات من الإناث دون وجود شريك،  بينما كانت نسبة 5.4% من الأسر لديها معيلون من الذكور دون وجود شريكة وكانت نسبة 36.9% من غير العائلات. تألفت نسبة 30.1% من أصل جميع الأسر من عدة أفراد يعيشون في نفس المنزل ونسبة 11.4% كانت تتألف من شخص يعيش بمفرده يبلغ من العمر 65 عاماً أو أكثر. وبلغ متوسط حجم الأسرة المعيشية 2.41، أما متوسط حجم العائلات فبلغ 2.98.
بلغ العمر الوسطي للسكان 35.1 عاماً. وكانت نسبة 26.4% من القاطنين تحت سن الثامنة عشر، وكانت نسبة 9.5% بين الثامنة عشر والرابعة والعشرين عاماً، ونسبة 27.9% كانت واقعةً في الفئة العمرية ما بين الخامسة والعشرين والرابعة والأربعين عاماً، ونسبة 22% كانت ما بين الخامسة والأربعين والرابعة والستين، ونسبة 12.1% كانت ضمن فئة الخامسة والستين عاماً فما فوق. يوجد لكل 100 أنثى 97.1 ذكر، ويوجد لكل 100 أنثى في الثامنة عشر من عمرها فما فوق 92.9 ذكر.
بلغ متوسط دخل الأسرة في البلدة 40,000 دولارًا، أما متوسط دخل العائلة فبلغ 45,968 دولارًا. وكان متوسط دخل الذكور 34,526 دولارًا مقابل 22,820 دولارًا للإناث. وسجل دخل الفرد الخاص بالبلدة 18,822 دولارًا. وكانت نسبة 3.2% من العائلات ونسبة 5.7% من السكان تحت خط الفقر، وكان من هؤلاء نسبة 8.1% تحت سن الثامنة عشر ونسبة 4.1% في الخامسة والستين من العمر وما فوق.

### تعداد عام 2010
بلغ عدد سكان سيراكوز 2,810 نسمة بحسب تعداد عام 2010، وبلغ عدد الأسر 1,158 أسرة وعدد العائلات 729 عائلة مقيمة في البلدة. في حين سجلت الكثافة السكانية 463.7 نسمة لكل كيلومتر مربع (1,201.0/ميل2). وبلغ عدد الوحدات السكنية 1,492 وحدة بمتوسط كثافة قدره 246.2 لكل كيلومتر مربع (637.7/ميل2).
وتوزع التركيب العرقي للبلدة بنسبة 95.73% من البيض و0.60% من الأمريكيين الأفارقة و0.07% من الأمريكيين الأصليين و0.68% من الأمريكيين ذوي الأصول الآسيوية و0.04% من سكان جزر المحيط الهادئ و1.57% من الأعراق الأخرى و1.32% من عرقين مختلطين أو أكثر و5.20% من الهسبانيون أو اللاتينيون من أي عرق.
بلغ عدد الأسر 1,158 أسرة كانت نسبة 31.8% منها لديها أطفال تحت سن الثامنة عشر تعيش معهم، وبلغت نسبة الأزواج القاطنين مع بعضهم البعض 42.6% من أصل المجموع الكلي للأسر، ونسبة 13.2% من الأسر كان لديها معيلات من الإناث دون وجود شريك،  بينما كانت نسبة 7.2% من الأسر لديها معيلون من الذكور دون وجود شريكة وكانت نسبة 37% من غير العائلات. تألفت نسبة 30.1% من أصل جميع الأسر من عدة أفراد يعيشون في نفس المنزل ونسبة 11.1% كانت تتألف من شخص يعيش بمفرده يبلغ من العمر 65 عاماً أو أكثر. وبلغ متوسط حجم الأسرة المعيشية 2.43، أما متوسط حجم العائلات فبلغ 2.98.
بلغ العمر الوسطي للسكان 37.4 عاماً. وكانت نسبة 25.1% من القاطنين تحت سن الثامنة عشر، وكانت نسبة 8.2% بين الثامنة عشر والرابعة والعشرين عاماً، ونسبة 26.4% كانت واقعةً في الفئة العمرية ما بين الخامسة والعشرين والرابعة والأربعين عاماً، ونسبة 27.2% كانت ما بين الخامسة والأربعين والرابعة والستين، ونسبة 13.1% كانت ضمن فئة الخامسة والستين عاماً فما فوق. وتوزع التركيب الجنسي للسكان بنسبة 50.4% ذكور و49.6% إناث.

## وصلات خارجية
- الموقع الرسمي